# Бобров, Виктор Никанорович
Ви́ктор Никано́рович Бобро́в (1864, Санкт-Петербург — 1935, Ленинград) — российский, советский архитектор.

## Биография
Родился в семье священника.
Поступил в Императорскую Академию художеств в 1883 году. Во время обучения получил медали: малая серебряная (1887), большая серебряная (1889). Окончил курс наук Академии (1890). Получил золотые медали: малую — за конкурсную программу «Проект посольского дома» и большую — за проект «Главной станции железной дороги в столичном городе».
28 октября 1891 года получил звание классного художника 1-й степени, соответствующее IX классу табели о рангах, дающему право на личное дворянство.
В 1892 году назначен пенсионером Академии Художеств, за 3 года побывал в Египте, Испании и Италии.
В 1901 году был архитектором Санкт-Петербургской городской управы и при священном Синоде.
К 1913 году стал членом Императорского Общества архитекторов-художников, и епархиального училищного совета Санкт-Петербургской епархии.
В 1920—1930 годах занимал руководящий пост в строительном управлении Петрограда/Ленинграда.
Похоронен на Смоленском православном кладбище в Санкт-Петербурге.

## Семья
Отец — Никанор Петрович Бобров (1838—1914), был настоятелем храма на Преображенском кладбище (ныне Кладбище Памяти жертв 9-го января) в Санкт-Петербурге.
Жена — Мария Алексеевна Быстреевская (1869—1916) дочь дьякона той же церкви, где служил его отец.
Дети: Владимир, Клавдий, Сергей, Максимилиан, Евгения, Сусанна, Муза, Мария, Валентина.
Лингвист Андреев Николай Дмитриевич — сын его дочери Музы.

## Адреса
- 1900—1935 Суворовский проспект (Санкт-Петербург), дом 9[2][3].

## Творчество

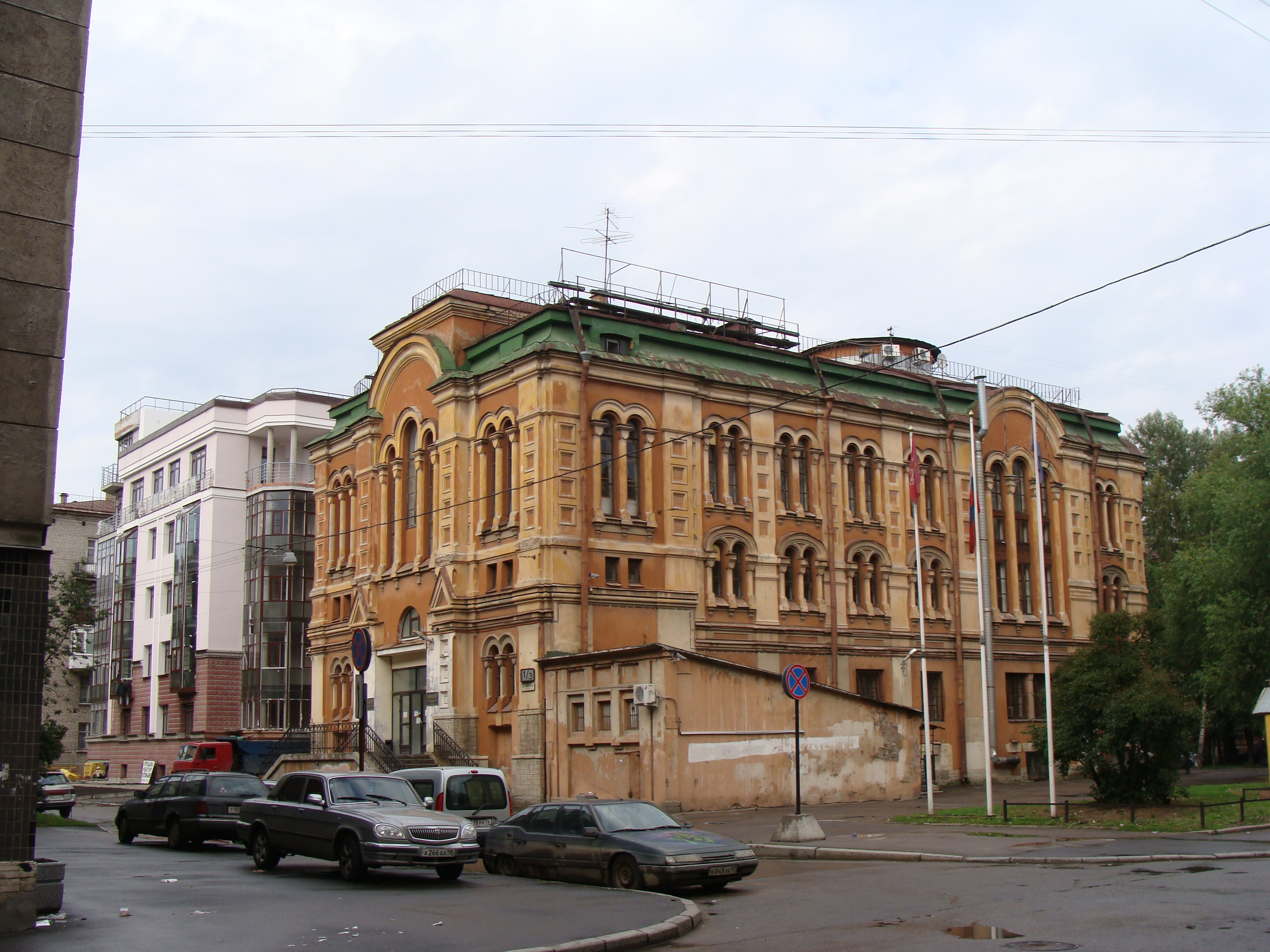
Бывшая Тихвинская церковь

Сохранилось около 70 из более 300 построенных по его проектам зданий, в том числе:
в Санкт-Петербурге
- пер. Макаренко, 5 (доходный дом)[4].
- Карташихина улица, дом 1-3 (церковь Тихвинской иконы Божией Матери подворья Пюхтицкого Успенского монастыря)

Автор-архитектор памятника декабристам на Васильевском острове.
Автор проектов:
- часовня в погосте Гвоздно, Гдовский уезд (1900)
- церковь-школа в селе Дуброшкино, Гдовский уезд (1902)[6]
- церковь Пресвятой Троицы в п. Красный Бор, Тосненский район (1902—1905) — не сохранилась[7]
- расширение здания церкви Воскресения Словущего, Волковское кладбище Санкт-Петербурга[8].